# Selleslagh Racing Team
Das Selleslagh Racing Team, kurz SRT, ist ein belgisches Motorsportteam, das im Bereich Gran Turismo aktiv ist und 2010 (als Teil von Mad-Croc Racing) sowie 2011 (als Exim Bank Team China) an der FIA-GT1-Weltmeisterschaft teilnahm. Das Team ist für den Einsatz von Rennversionen der Chevrolet Corvette bekannt.

## Geschichte

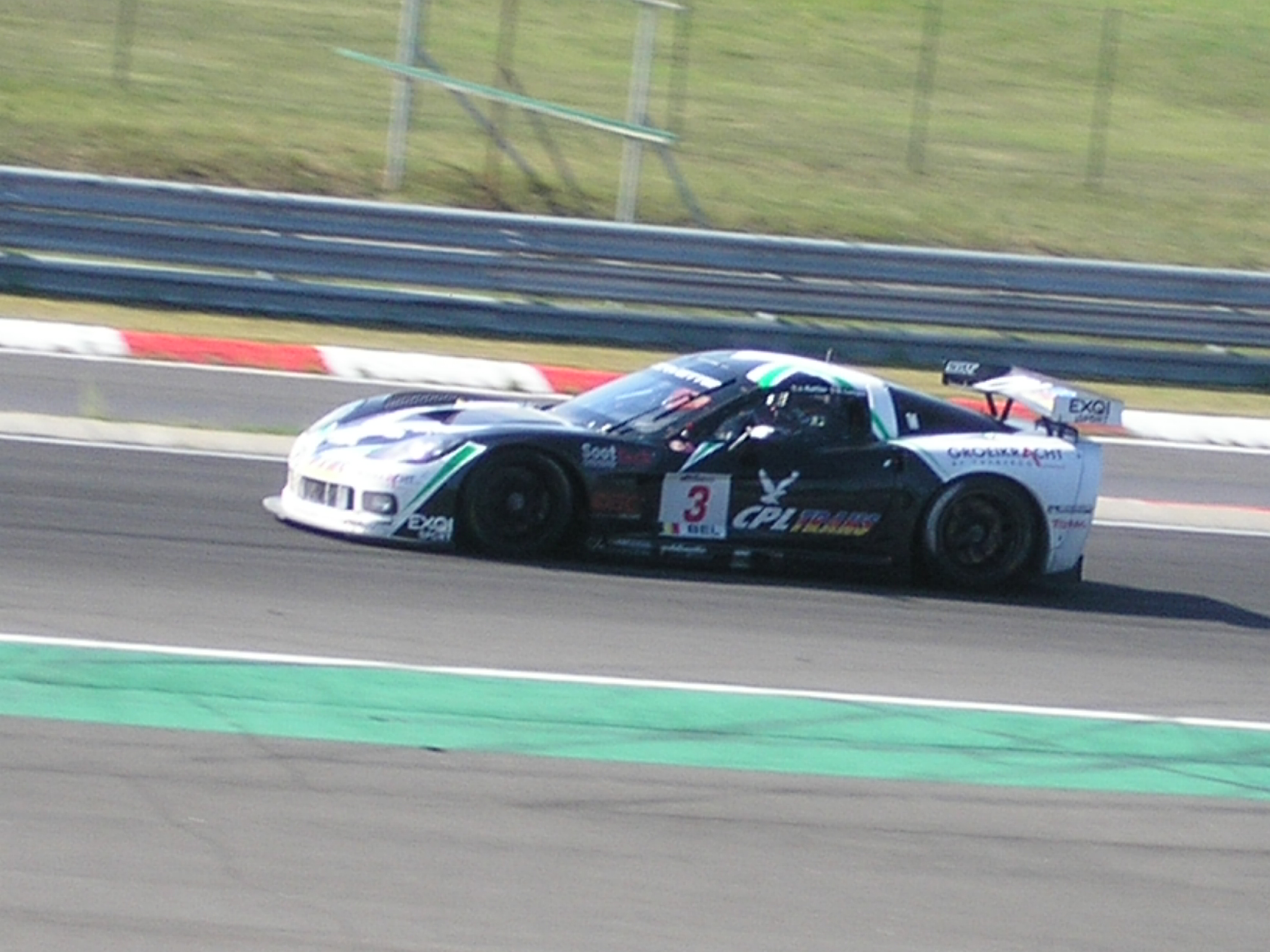
Die Corvette C6.R von SRT auf dem Hungaroring 2009

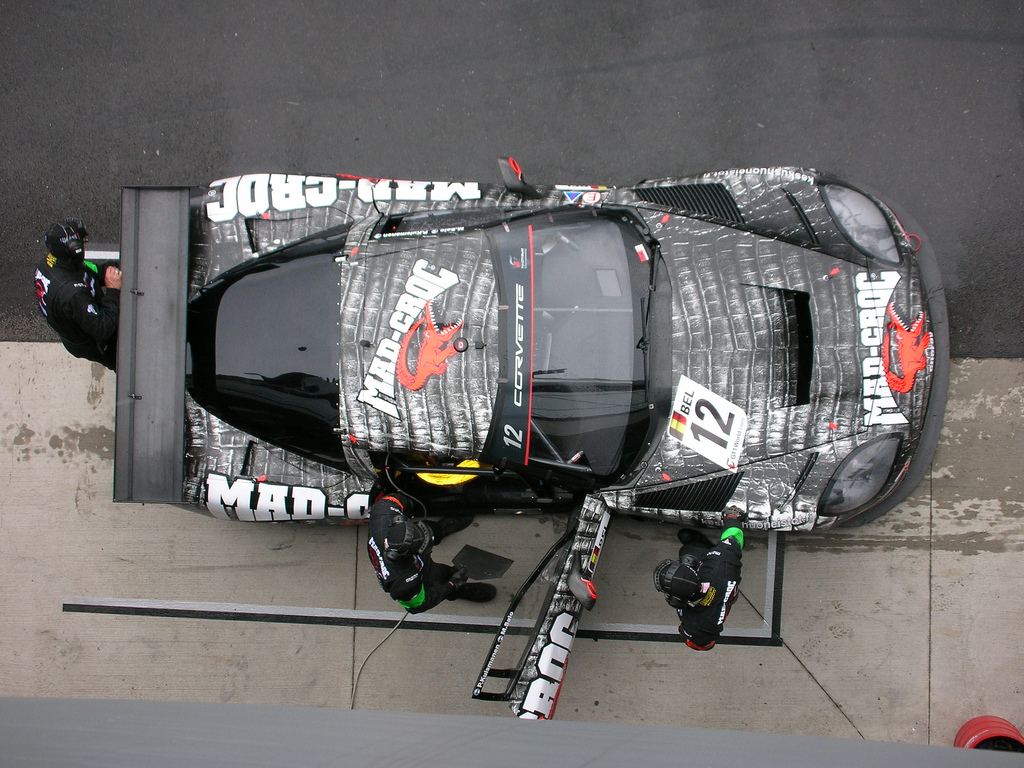
Die Corvette C6.R in den Farben von Mac-Croc Racing in der Boxengasse in Brünn 2010

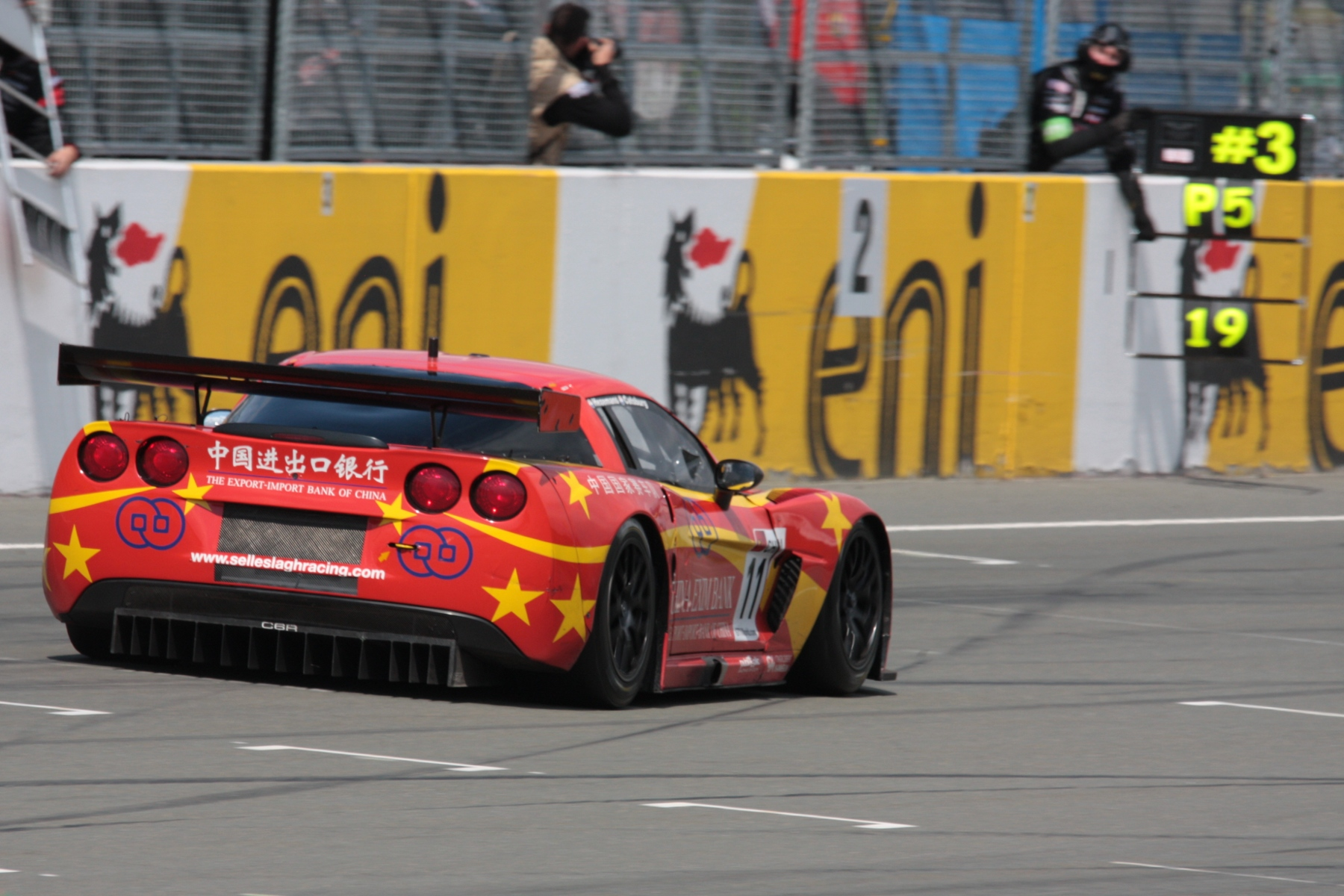
Die Corvette C6.R von SRT in den Farben der Exim Bank China am Sachsenring 2011

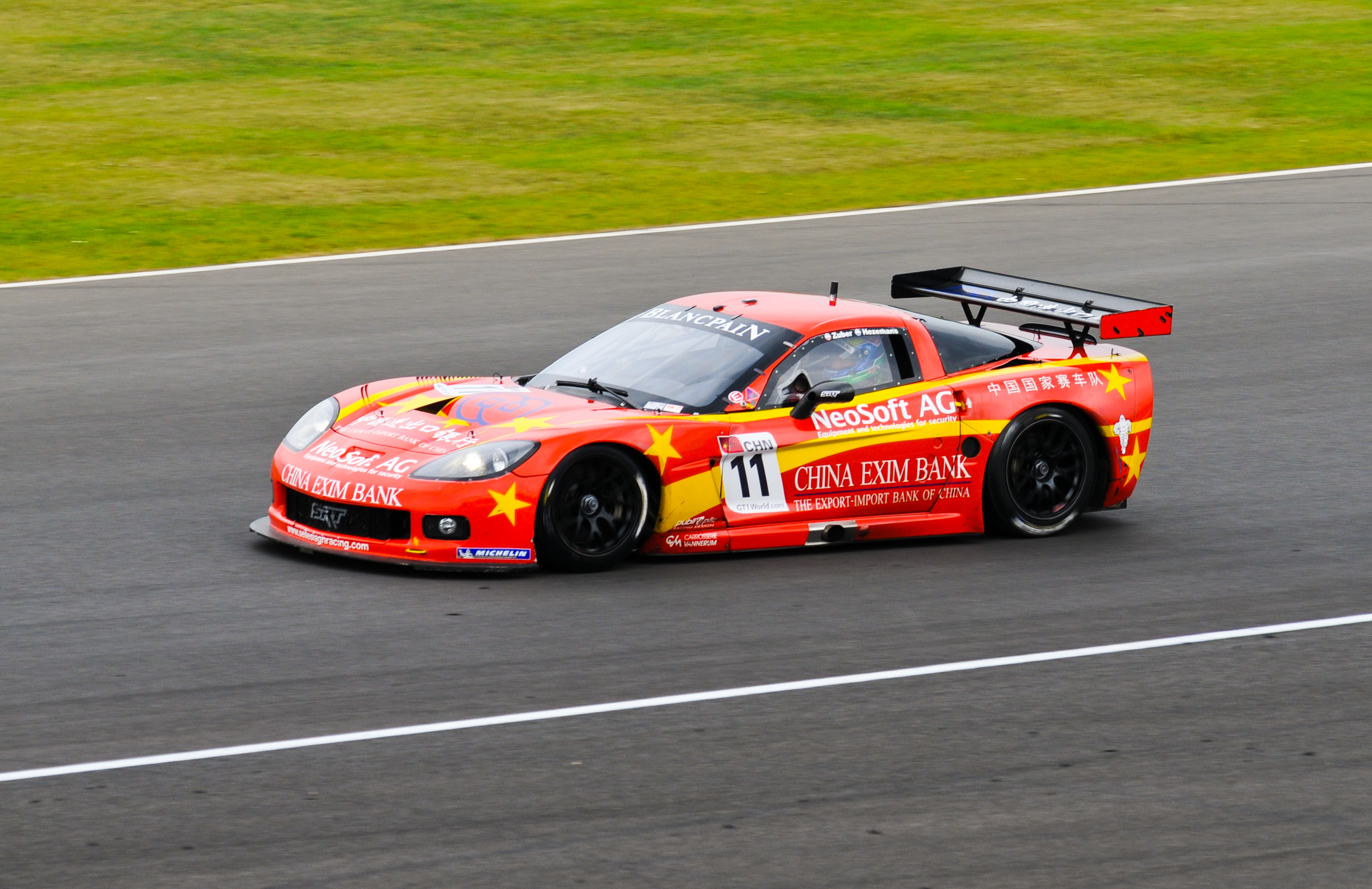
Die Corvette C6.R von Andreas Zuber und Mike Hezemans in Silverstone 2011

### Gran Turismo
Patrick Selleslagh war Ende 2003 der erste private Käufer einer Corvette C5-R nach der Spezifikation der Gruppe GT1. 2004 war das Team von Selleslagh in der belgischen GT-Meisterschaft aktiv, konnte aber keinen Sieg erzielen. Im Jahr 2005 siegte SRT fünf Mal und gewann mit Marc Goossens den Titel des Belcar GT Cup. Zu den Siegen im belgischen Championat zählte auch der Gewinn des 24-Stunden-Rennens von  Zolder. Beim 24-Stunden-Rennen von Spa-Francorchamps, das zur FIA-GT-Meisterschaft gehörte, belegte SRT den achten Rang.
Für die Saison 2006 erwarb SRT eine weitere Corvette C5-R und setzte beide Fahrzeuge in der französischen GT-Meisterschaft ein. Beim 24-Stunden-Rennen von Spa-Francorchamps im gleichen Jahr trat SRT als Renstal Excelsior an, erreichte aber nur den 41. Platz und wurde daher nicht gewertet.
Im Jahr 2007 verblieb eine Corvette in der französischen GT-Meisterschaft, während die andere in die FIA-GT-Meisterschaft wechselte. Dort gewann Tom Cloet drei Mal die Wertung des Citation Cup für Amateure. Beim 24-Stunden-Rennen in Spa-Francorchamps erreichte das Fahrerquartett Marc Duez, Damien Coens, Maxime Soulet und Steve Van Bellingen den zehnten Platz im Gesamtklassement.
2008 brachte SRT zum ersten Mal eine Corvette C6.R an den Start. Das Team nahm an der FIA-GT-Meisterschaft teil und erzielte einen Sieg mit Christophe Bouchut und Xavier Maassen. Für das 24-Stunden-Rennen in Spa-Francorchamps ergänzten Maxime Soulet und Christophe Pillon die Stammfahrer Bouchut und Maassen. Die Corvette von SRT schied als erstes Fahrzeug aus und beendete das Rennen erneut auf dem 41. Platz. Für das Saisonfinale der FIA-GT-Meisterschaft in Argentinien wurden die Fahrer getauscht, so dass Maxime Soulet, Armand Fumal und Christian Ledesma für SRT einen dritten Rang erreichten.
SRT fuhr 2009 in nicht nur in der FIA-GT-Meisterschaft, sondern auch wieder in der französischen Meisterschaft. Bert Longin und GT3-Europameister James Ruffier erzielten in der FIA-GT-Meisterschaft den dritten Platz der Fahrerwertung. Den gleichen Platz belegte auch das Team. Beim 24-Stunden-Rennen von Spa-Francorchamps erweiterten Maxime Soulet und Corvette-Werksfahrer Oliver Gavin das Team, das auf dem 15. Platz gewertet wurde.
Beim 24-Stunden-Rennen von Le Mans 2010 setzte SRT seine Corvette unter der Nennung von „Luc Alphand Aventures“ ein. Stéphan Grégoire, Jérôme Policand und David Hart beendeten das Rennen als Gesamtfünfzehnte und Zweite der GT1-Kategorie.

### FIA-GT1-Weltmeisterschaft
Für die neu ausgeschriebene FIA-GT1-Weltmeisterschaft kooperierte SRT mit dem luxemburgischen Team DKR Engineering, um die vom Reglement vorgeschriebenen zwei Fahrzeuge pro Team stellen zu können. Im Jahr 2010 stellten beide Teams je eine Corvette C6.R der Kategorie GT1 und schrieben sich unter der Nennung Mad-Croc Racing in die Meisterschaft ein.
Vor der Saison 2011 wurde Mad-Croc Racing wieder aufgelöst. In der FIA-GT-Weltmeisterschaft trat SRT nun unter chinesischer Nennung als Exim Bank Team China mit einer Corvette C6.R an. Das Niederländische Duo Mike Hezemans und Nicky Catsburg begann die Saison, die später von vielen Fahrerwechseln geprägt wurde. Die erfolgreichsten Fahrerpaarungen waren Mike Hezemans und Andreas Zuber, die in Silverstone in beiden Läufen Dritte wurden, sowie Yelmer Buurman und Francesco Pastorelli, die als Neueinsteiger beide Rennen am Finalwochenende für sich entschieden.
Für die Veranstaltungen in China und in Argentinien wurde die Corvette von DKR Engineering offiziell in das Team integriert, aber weiterhin von der luxemburgischen Mannschaft betreut.
Das Finale der FIA-GT1-Weltmeisterschaft 2011 war auch für absehbare Zeit das letzte Rennen von SRT – so gab es zumindest Teamchef Patrick Selleslagh an.

## Ergebnisse

### Gran Turismo
2005
- Sieger der Fahrerwertung des Belcar GT Cup mit Marc Goosens (5 Siege).
- Sieg beim 24-Stunden-Rennen von Zolder (mit Marc Goossens, David Hart, Jan Heylen und Guy Verheyen).

2006
- Sieg beim 24-Stunden-Rennen von Zolder (mit Tom Cloet, Marc Duez, David Hart und Maxime Soulet).

2007
- 12. der Mannschaftswertung der FIA-GT-Meisterschaft.

2008
- 5. der Mannschaftswertung der FIA-GT-Meisterschaft (1 Sieg).

2009
- 3. der Mannschaftswertung der FIA-GT-Meisterschaft (1 Sieg).

2010
- Disqualifiziert in der Mannschaftswertung der FIA-GT1-Weltmeisterschaft als Mad-Croc Racing.

2011
- Disqualifiziert in der Mannschaftswertung der FIA-GT1-Weltmeisterschaft als Exim Bank Team China.

### FIA-GT1-Weltmeisterschaft
| 2010 | Mad-Croc Racing      | Corvette | 11 | 14  | 10 | 12 | 11 | 5  | 15 | 4   | 6  | 1  | Ret | 18  | 18  | 7   | 14  |     |     | 19 | 20 | DNA | DNA | — | — |
| 2010 | Mad-Croc Racing      | Corvette | 12 | Ret | 15 | 13 | 14 | 19 | 12 | 19  | 19 | 18 | 17  | 15  | 23  | 17  | 16  | 15  | Ret | 18 | 19 | DNS | DNS | — | — |
| 2011 | Exim Bank Team China | Corvette | 11 | 7   | 10 | 2  | 5  | 9  | 9  | Ret | 6  | 3  | 3   | Ret | Ret | Ret | Ret | Ret | 12  | 14 | 11 | 1   | 1   | — | — |
| 2011 | Exim Bank Team China | Corvette | 12 |     |    |    |    |    |    |     |    |    |     |     |     |     |     | 15  | 16  | 8  | 5  | 11  | Ret | — | — |

| Legende  | Legende            | Legende                                                          |
| Farbe    | Abkürzung          | Bedeutung                                                        |
| -------- | ------------------ | ---------------------------------------------------------------- |
| Gold     | –                  | Sieg                                                             |
| Silber   | –                  | 2. Platz                                                         |
| Bronze   | –                  | 3. Platz                                                         |
| Grün     | –                  | Platzierung in den Punkten                                       |
| Blau     | –                  | Klassifiziert außerhalb der Punkteränge                          |
| Violett  | DNF                | Rennen nicht beendet (did not finish)                            |
| Violett  | NC                 | nicht klassifiziert (not classified)                             |
| Rot      | DNQ                | nicht qualifiziert (did not qualify)                             |
| Rot      | DNPQ               | in Vorqualifikation gescheitert (did not pre-qualify)            |
| Schwarz  | DSQ                | disqualifiziert (disqualified)                                   |
| Weiß     | DNS                | nicht am Start (did not start)                                   |
| Weiß     | WD                 | zurückgezogen (withdrawn)                                        |
| Hellblau | PO                 | nur am Training teilgenommen (practiced only)                    |
| Hellblau | TD                 | Freitags-Testfahrer (test driver)                                |
| ohne     | DNP                | nicht am Training teilgenommen (did not practice)                |
| ohne     | INJ                | verletzt oder krank (injured)                                    |
| ohne     | EX                 | ausgeschlossen (excluded)                                        |
| ohne     | DNA                | nicht erschienen (did not arrive)                                |
| ohne     | C                  | Rennen abgesagt (cancelled)                                      |
| ohne     | keine WM-Teilnahme |                                                                  |
| sonstige | P/fett             | Pole-Position                                                    |
| sonstige | 1/2/3/4/5/6/7/8    | Punktplatzierung im Sprint-/Qualifikationsrennen                 |
| sonstige | SR/kursiv          | Schnellste Rennrunde                                             |
| sonstige | *                  | nicht im Ziel, aufgrund der zurückgelegten Distanz aber gewertet |
| sonstige | ()                 | Streichresultate                                                 |
| sonstige | unterstrichen      | Führender in der Gesamtwertung                                   |

1. ↑  SRT setzte nur das Fahrzeug mit der Startnummer 12 ein. Das andere Fahrzeug wurde von DKR Engineering eingesetzt.
2. ↑  Mad-Croc Racing wurde aus der Teamwertung ausgeschlossen, da es beim Saisonfinale nur noch mit einem Fahrzeug an der FIA-GT1-Weltmeisterschaft teilnahm.
3. ↑  Die Corvette von DKR Engineering mit der Startnummer 12 wurde nur an den letzten drei Rennwochenenden unter der Nennung der Exim Bank Team China eingesetzt.
4. ↑  Das Team Exim Bank Team China wurde aus der Teamwertung ausgeschlossen, da es zu Saisonbeginn nur mit einem Fahrzeug an der FIA-GT1-Weltmeisterschaft teilnahm.